# Rondas clasificatorias de la Copa de la Reina de fútbol sala 2022
Las diferentes rondas clasificatorias de la Copa de la Reina de fútbol sala 2022 tuvo lugar del 8 de diciembre de 2021 hasta de mayo de 2022 con la final para decidir el equipo campeón de esta edición. Un total de 32 equipos participaron en estas rondas.

## Cuadro de Eliminatorias
|  | Dieciseisavos de final | Dieciseisavos de final | Dieciseisavos de final |                        |                        | Octavos de final       | Octavos de final | Octavos de final |  |                     | Cuartos de final    | Cuartos de final | Cuartos de final |  |          | Semifinales | Semifinales | Semifinales |  |                        | Final                  | Final | Final |  |
|  |                        |                        |                        |                        |                        |                        |                  |                  |  |                     |                     |                  |                  |  |          |             |             |             |  |                        |                        |       |       |  |
|  |                        |                        |                        |                        |                        |                        |                  |                  |  |                     |                     |                  |                  |  |          |             |             |             |  |                        |                        |       |       |  |
|  | La Concordia           | La Concordia           | 3                      |                        |                        |                        |                  |                  |  |                     |                     |                  |                  |  |          |             |             |             |  |                        |                        |       |       |  |
|  | La Concordia           | La Concordia           | 3                      |                        |                        |                        |                  |                  |  |                     |                     |                  |                  |  |          |             |             |             |  |                        |                        |       |       |  |
|  | AE Penya Esplugues     | AE Penya Esplugues     | 1                      |                        |                        |                        |                  |                  |  |                     |                     |                  |                  |  |          |             |             |             |  |                        |                        |       |       |  |
|  | AE Penya Esplugues     | AE Penya Esplugues     | 1                      |                        | La Concordia           | La Concordia           | 1                |                  |  |                     |                     |                  |                  |  |          |             |             |             |  |                        |                        |       |       |  |
|  |                        |                        |                        |                        | La Concordia           | La Concordia           | 1                |                  |  |                     |                     |                  |                  |  |          |             |             |             |  |                        |                        |       |       |  |
|  |                        |                        | Marín                  | Marín                  | 2                      |                        |                  |                  |  |                     |                     |                  |                  |  |          |             |             |             |  |                        |                        |       |       |  |
|  | Viaxes Amarelle        | Viaxes Amarelle        | Marín                  | Marín                  | 2                      | 4                      |                  |                  |  |                     |                     |                  |                  |  |          |             |             |             |  |                        |                        |       |       |  |
|  | Viaxes Amarelle        | Viaxes Amarelle        |                        |                        |                        |                        |                  |                  |  |                     |                     |                  |                  |  |          |             |             |             |  |                        |                        |       |       |  |
|  | Marín                  | Marín                  | 5                      |                        |                        |                        |                  |                  |  |                     |                     |                  |                  |  |          |             |             |             |  |                        |                        |       |       |  |
|  | Marín                  | Marín                  | 5                      |                        |                        |                        |                  |                  |  | Marín               | Marín               | 1                |                  |  |          |             |             |             |  |                        |                        |       |       |  |
|  |                        |                        |                        |                        |                        |                        |                  |                  |  | Marín               | Marín               | 1                |                  |  |          |             |             |             |  |                        |                        |       |       |  |
|  |                        |                        | Roldán                 | Roldán                 | 3                      |                        |                  |                  |  |                     |                     |                  |                  |  |          |             |             |             |  |                        |                        |       |       |  |
|  | La Algaida             | La Algaida             | Roldán                 | Roldán                 | 3                      | 2                      |                  |                  |  |                     |                     |                  |                  |  |          |             |             |             |  |                        |                        |       |       |  |
|  | La Algaida             | La Algaida             |                        |                        |                        |                        |                  |                  |  |                     |                     |                  |                  |  |          |             |             |             |  |                        |                        |       |       |  |
|  | Móstoles               | Móstoles               | 2                      |                        |                        |                        |                  |                  |  |                     |                     |                  |                  |  |          |             |             |             |  |                        |                        |       |       |  |
|  | Móstoles               | Móstoles               | 2                      |                        | La Algaida             | La Algaida             | 1                |                  |  |                     |                     |                  |                  |  |          |             |             |             |  |                        |                        |       |       |  |
|  |                        |                        |                        |                        | La Algaida             | La Algaida             | 1                |                  |  |                     |                     |                  |                  |  |          |             |             |             |  |                        |                        |       |       |  |
|  |                        |                        | Roldán                 | Roldán                 | 2                      |                        |                  |                  |  |                     |                     |                  |                  |  |          |             |             |             |  |                        |                        |       |       |  |
|  | Alcantarilla           | Alcantarilla           | Roldán                 | Roldán                 | 2                      | 0                      |                  |                  |  |                     |                     |                  |                  |  |          |             |             |             |  |                        |                        |       |       |  |
|  | Alcantarilla           | Alcantarilla           |                        |                        |                        |                        |                  |                  |  |                     |                     |                  |                  |  |          |             |             |             |  |                        |                        |       |       |  |
|  | Roldán                 | Roldán                 | 5                      |                        |                        |                        |                  |                  |  |                     |                     |                  |                  |  |          |             |             |             |  |                        |                        |       |       |  |
|  | Roldán                 | Roldán                 | 5                      |                        |                        |                        |                  |                  |  |                     |                     |                  |                  |  | Roldán   | Roldán      | 2           |             |  |                        |                        |       |       |  |
|  |                        |                        |                        |                        |                        |                        |                  |                  |  |                     |                     |                  |                  |  | Roldán   | Roldán      | 2           |             |  |                        |                        |       |       |  |
|  |                        |                        | Futsi At. Navalcarnero | Futsi At. Navalcarnero | 2                      |                        |                  |                  |  |                     |                     |                  |                  |  |          |             |             |             |  |                        |                        |       |       |  |
|  | Intersala Promesas     | Intersala Promesas     | Futsi At. Navalcarnero | Futsi At. Navalcarnero | 2                      | 3                      |                  |                  |  |                     |                     |                  |                  |  |          |             |             |             |  |                        |                        |       |       |  |
|  | Intersala Promesas     | Intersala Promesas     |                        |                        |                        |                        |                  |                  |  |                     |                     |                  |                  |  |          |             |             |             |  |                        |                        |       |       |  |
|  | Sala Zaragoza          | Sala Zaragoza          | 4                      |                        |                        |                        |                  |                  |  |                     |                     |                  |                  |  |          |             |             |             |  |                        |                        |       |       |  |
|  | Sala Zaragoza          | Sala Zaragoza          | 4                      |                        | Sala Zaragoza          | Sala Zaragoza          | 2                |                  |  |                     |                     |                  |                  |  |          |             |             |             |  |                        |                        |       |       |  |
|  |                        |                        |                        |                        | Sala Zaragoza          | Sala Zaragoza          | 2                |                  |  |                     |                     |                  |                  |  |          |             |             |             |  |                        |                        |       |       |  |
|  |                        |                        | Poio                   | Poio                   | 2                      |                        |                  |                  |  |                     |                     |                  |                  |  |          |             |             |             |  |                        |                        |       |       |  |
|  | Valdetires Ferrol      | Valdetires Ferrol      | Poio                   | Poio                   | 2                      | 1                      |                  |                  |  |                     |                     |                  |                  |  |          |             |             |             |  |                        |                        |       |       |  |
|  | Valdetires Ferrol      | Valdetires Ferrol      |                        |                        |                        |                        |                  |                  |  |                     |                     |                  |                  |  |          |             |             |             |  |                        |                        |       |       |  |
|  | Poio                   | Poio                   | 4                      |                        |                        |                        |                  |                  |  |                     |                     |                  |                  |  |          |             |             |             |  |                        |                        |       |       |  |
|  | Poio                   | Poio                   | 4                      |                        |                        |                        |                  |                  |  | Sala Zaragoza       | Sala Zaragoza       | 1                |                  |  |          |             |             |             |  |                        |                        |       |       |  |
|  |                        |                        |                        |                        |                        |                        |                  |                  |  | Sala Zaragoza       | Sala Zaragoza       | 1                |                  |  |          |             |             |             |  |                        |                        |       |       |  |
|  |                        |                        | Futsi At. Navalcarnero | Futsi At. Navalcarnero | 3                      |                        |                  |                  |  |                     |                     |                  |                  |  |          |             |             |             |  |                        |                        |       |       |  |
|  | Teldeportivo           | Teldeportivo           | Futsi At. Navalcarnero | Futsi At. Navalcarnero | 3                      | 0                      |                  |                  |  |                     |                     |                  |                  |  |          |             |             |             |  |                        |                        |       |       |  |
|  | Teldeportivo           | Teldeportivo           |                        |                        |                        |                        |                  |                  |  |                     |                     |                  |                  |  |          |             |             |             |  |                        |                        |       |       |  |
|  | Futsi At. Navalcarnero | Futsi At. Navalcarnero | 4                      |                        |                        |                        |                  |                  |  |                     |                     |                  |                  |  |          |             |             |             |  |                        |                        |       |       |  |
|  | Futsi At. Navalcarnero | Futsi At. Navalcarnero | 4                      |                        | Futsi At. Navalcarnero | Futsi At. Navalcarnero | 7                |                  |  |                     |                     |                  |                  |  |          |             |             |             |  |                        |                        |       |       |  |
|  |                        |                        |                        |                        | Futsi At. Navalcarnero | Futsi At. Navalcarnero | 7                |                  |  |                     |                     |                  |                  |  |          |             |             |             |  |                        |                        |       |       |  |
|  |                        |                        | Rayo Majadahonda       | Rayo Majadahonda       | 1                      |                        |                  |                  |  |                     |                     |                  |                  |  |          |             |             |             |  |                        |                        |       |       |  |
|  | Almagro                | Almagro                | Rayo Majadahonda       | Rayo Majadahonda       | 1                      | 0                      |                  |                  |  |                     |                     |                  |                  |  |          |             |             |             |  |                        |                        |       |       |  |
|  | Almagro                | Almagro                |                        |                        |                        |                        |                  |                  |  |                     |                     |                  |                  |  |          |             |             |             |  |                        |                        |       |       |  |
|  | Rayo Majadahonda       | Rayo Majadahonda       | 1                      |                        |                        |                        |                  |                  |  |                     |                     |                  |                  |  |          |             |             |             |  |                        |                        |       |       |  |
|  | Rayo Majadahonda       | Rayo Majadahonda       | 1                      |                        |                        |                        |                  |                  |  |                     |                     |                  |                  |  |          |             |             |             |  | Futsi At. Navalcarnero | Futsi At. Navalcarnero | 3     |       |  |
|  |                        |                        |                        |                        |                        |                        |                  |                  |  |                     |                     |                  |                  |  |          |             |             |             |  | Futsi At. Navalcarnero | Futsi At. Navalcarnero | 3     |       |  |
|  |                        |                        | Burela                 | Burela                 | 3                      |                        |                  |                  |  |                     |                     |                  |                  |  |          |             |             |             |  |                        |                        |       |       |  |
|  | Rivas                  | Rivas                  | Burela                 | Burela                 | 3                      | 0                      |                  |                  |  |                     |                     |                  |                  |  |          |             |             |             |  |                        |                        |       |       |  |
|  | Rivas                  | Rivas                  |                        |                        |                        |                        |                  |                  |  |                     |                     |                  |                  |  |          |             |             |             |  |                        |                        |       |       |  |
|  | Torreblanca Melilla    | Torreblanca Melilla    | 5                      |                        |                        |                        |                  |                  |  |                     |                     |                  |                  |  |          |             |             |             |  |                        |                        |       |       |  |
|  | Torreblanca Melilla    | Torreblanca Melilla    | 5                      |                        | Torreblanca Melilla    | Torreblanca Melilla    | 5                |                  |  |                     |                     |                  |                  |  |          |             |             |             |  |                        |                        |       |       |  |
|  |                        |                        |                        |                        | Torreblanca Melilla    | Torreblanca Melilla    | 5                |                  |  |                     |                     |                  |                  |  |          |             |             |             |  |                        |                        |       |       |  |
|  |                        |                        | At Torcal              | At Torcal              | 0                      |                        |                  |                  |  |                     |                     |                  |                  |  |          |             |             |             |  |                        |                        |       |       |  |
|  | Córdoba                | Córdoba                | At Torcal              | At Torcal              | 0                      | 2                      |                  |                  |  |                     |                     |                  |                  |  |          |             |             |             |  |                        |                        |       |       |  |
|  | Córdoba                | Córdoba                |                        |                        |                        |                        |                  |                  |  |                     |                     |                  |                  |  |          |             |             |             |  |                        |                        |       |       |  |
|  | At Torcal              | At Torcal              | 2                      |                        |                        |                        |                  |                  |  |                     |                     |                  |                  |  |          |             |             |             |  |                        |                        |       |       |  |
|  | At Torcal              | At Torcal              | 2                      |                        |                        |                        |                  |                  |  | Torreblanca Melilla | Torreblanca Melilla | 0                |                  |  |          |             |             |             |  |                        |                        |       |       |  |
|  |                        |                        |                        |                        |                        |                        |                  |                  |  | Torreblanca Melilla | Torreblanca Melilla | 0                |                  |  |          |             |             |             |  |                        |                        |       |       |  |
|  |                        |                        | Alcorcón               | Alcorcón               | 3                      |                        |                  |                  |  |                     |                     |                  |                  |  |          |             |             |             |  |                        |                        |       |       |  |
|  | Feme Castellón         | Feme Castellón         | Alcorcón               | Alcorcón               | 3                      | 1                      |                  |                  |  |                     |                     |                  |                  |  |          |             |             |             |  |                        |                        |       |       |  |
|  | Feme Castellón         | Feme Castellón         |                        |                        |                        |                        |                  |                  |  |                     |                     |                  |                  |  |          |             |             |             |  |                        |                        |       |       |  |
|  | Joventut d'Elx         | Joventut d'Elx         | 3                      |                        |                        |                        |                  |                  |  |                     |                     |                  |                  |  |          |             |             |             |  |                        |                        |       |       |  |
|  | Joventut d'Elx         | Joventut d'Elx         | 3                      |                        | Joventut d'Elx         | Joventut d'Elx         | 0                |                  |  |                     |                     |                  |                  |  |          |             |             |             |  |                        |                        |       |       |  |
|  |                        |                        |                        |                        | Joventut d'Elx         | Joventut d'Elx         | 0                |                  |  |                     |                     |                  |                  |  |          |             |             |             |  |                        |                        |       |       |  |
|  |                        |                        | Alcorcón               | Alcorcón               | 6                      |                        |                  |                  |  |                     |                     |                  |                  |  |          |             |             |             |  |                        |                        |       |       |  |
|  | Les Corts              | Les Corts              | Alcorcón               | Alcorcón               | 6                      | 2                      |                  |                  |  |                     |                     |                  |                  |  |          |             |             |             |  |                        |                        |       |       |  |
|  | Les Corts              | Les Corts              |                        |                        |                        |                        |                  |                  |  |                     |                     |                  |                  |  |          |             |             |             |  |                        |                        |       |       |  |
|  | Alcorcón               | Alcorcón               | 4                      |                        |                        |                        |                  |                  |  |                     |                     |                  |                  |  |          |             |             |             |  |                        |                        |       |       |  |
|  | Alcorcón               | Alcorcón               | 4                      |                        |                        |                        |                  |                  |  |                     |                     |                  |                  |  | Alcorcón | Alcorcón    | 1           |             |  |                        |                        |       |       |  |
|  |                        |                        |                        |                        |                        |                        |                  |                  |  |                     |                     |                  |                  |  | Alcorcón | Alcorcón    | 1           |             |  |                        |                        |       |       |  |
|  |                        |                        | Burela                 | Burela                 | 1                      |                        |                  |                  |  |                     |                     |                  |                  |  |          |             |             |             |  |                        |                        |       |       |  |
|  | Cidade As Burgas       | Cidade As Burgas       | Burela                 | Burela                 | 1                      | 3                      |                  |                  |  |                     |                     |                  |                  |  |          |             |             |             |  |                        |                        |       |       |  |
|  | Cidade As Burgas       | Cidade As Burgas       |                        |                        |                        |                        |                  |                  |  |                     |                     |                  |                  |  |          |             |             |             |  |                        |                        |       |       |  |
|  | Ourense                | Ourense                | 4                      |                        |                        |                        |                  |                  |  |                     |                     |                  |                  |  |          |             |             |             |  |                        |                        |       |       |  |
|  | Ourense                | Ourense                | 4                      |                        | Ourense                | Ourense                | 4                |                  |  |                     |                     |                  |                  |  |          |             |             |             |  |                        |                        |       |       |  |
|  |                        |                        |                        |                        | Ourense                | Ourense                | 4                |                  |  |                     |                     |                  |                  |  |          |             |             |             |  |                        |                        |       |       |  |
|  |                        |                        | Leganés                | Leganés                | 1                      |                        |                  |                  |  |                     |                     |                  |                  |  |          |             |             |             |  |                        |                        |       |       |  |
|  | Txantrea               | Txantrea               | Leganés                | Leganés                | 1                      | 2                      |                  |                  |  |                     |                     |                  |                  |  |          |             |             |             |  |                        |                        |       |       |  |
|  | Txantrea               | Txantrea               |                        |                        |                        |                        |                  |                  |  |                     |                     |                  |                  |  |          |             |             |             |  |                        |                        |       |       |  |
|  | Leganés                | Leganés                | 6                      |                        |                        |                        |                  |                  |  |                     |                     |                  |                  |  |          |             |             |             |  |                        |                        |       |       |  |
|  | Leganés                | Leganés                | 6                      |                        |                        |                        |                  |                  |  | Ourense             | Ourense             | 1                |                  |  |          |             |             |             |  |                        |                        |       |       |  |
|  |                        |                        |                        |                        |                        |                        |                  |                  |  | Ourense             | Ourense             | 1                |                  |  |          |             |             |             |  |                        |                        |       |       |  |
|  |                        |                        | Burela                 | Burela                 | 5                      |                        |                  |                  |  |                     |                     |                  |                  |  |          |             |             |             |  |                        |                        |       |       |  |
|  | Xaloc Alicante         | Xaloc Alicante         | Burela                 | Burela                 | 5                      | 2                      |                  |                  |  |                     |                     |                  |                  |  |          |             |             |             |  |                        |                        |       |       |  |
|  | Xaloc Alicante         | Xaloc Alicante         |                        |                        |                        |                        |                  |                  |  |                     |                     |                  |                  |  |          |             |             |             |  |                        |                        |       |       |  |
|  | Univ. Alicante         | Univ. Alicante         | 6                      |                        |                        |                        |                  |                  |  |                     |                     |                  |                  |  |          |             |             |             |  |                        |                        |       |       |  |
|  | Univ. Alicante         | Univ. Alicante         | 6                      |                        | Univ. Alicante         | Univ. Alicante         | 0                |                  |  |                     |                     |                  |                  |  |          |             |             |             |  |                        |                        |       |       |  |
|  |                        |                        |                        |                        | Univ. Alicante         | Univ. Alicante         | 0                |                  |  |                     |                     |                  |                  |  |          |             |             |             |  |                        |                        |       |       |  |
|  |                        |                        | Burela                 | Burela                 | 1                      |                        |                  |                  |  |                     |                     |                  |                  |  |          |             |             |             |  |                        |                        |       |       |  |
|  | Rodiles                | Rodiles                | Burela                 | Burela                 | 1                      | 0                      |                  |                  |  |                     |                     |                  |                  |  |          |             |             |             |  |                        |                        |       |       |  |
|  | Rodiles                | Rodiles                |                        |                        |                        |                        |                  |                  |  |                     |                     |                  |                  |  |          |             |             |             |  |                        |                        |       |       |  |
|  | Burela                 | Burela                 | 7                      |                        |                        |                        |                  |                  |  |                     |                     |                  |                  |  |          |             |             |             |  |                        |                        |       |       |  |
|  | Burela                 | Burela                 | 7                      |                        |                        |                        |                  |                  |  |                     |                     |                  |                  |  |          |             |             |             |  |                        |                        |       |       |  |
|  |                        |                        |                        |                        |                        |                        |                  |                  |  |                     |                     |                  |                  |  |          |             |             |             |  |                        |                        |       |       |  |

## Dieciseisavos de final
Disputaron la primera ronda del torneo los 30 equipos (excepto los dos club exentos) de Primera y Segunda. El sorteo se celebró el 3 de diciembre de 2020 en la Ciudad del Fútbol de Las Rozas. La eliminatoria se jugó a partido único el 19 de diciembre de 2020, en el pabellón del club de menor categoría.

### Cuadro
| Local                              | Resultado    | Visitante                         |
| ---------------------------------- | ------------ | --------------------------------- |
| Spring Cider Rodiles FSF           | 0–7          | Pescados Rubén Burela FS          |
| Cidade de As Burgas GLS            | 3–4 (t. s.)  | Ourense CF Envialia               |
| Viaxes Amarelle FS                 | 4–5          | Marín Futsal                      |
| Valdetires Ferrol FSF              | 1–4          | Poio Pescamar FS                  |
| Intersala Promesas                 | 3–4 (t. s.)  | AD Sala Zaragoza FS               |
| CD La Concordia                    | 3–1          | AE Penya Esplugues                |
| Feme Sala Castellón CFS            | 1–3          | Clinica Blasco Joventut d'Elx     |
| Xaloc Alicante FS                  | 2–6          | Universidad de Alicante FSF       |
| La Boca te Lia Futsal Alcantarilla | 0–5          | STV Roldán                        |
| CD Básico Rivas Futsal             | 0–5          | Melilla Sport Capital Torreblanca |
| Deportivo Córdoba Cajasur FS       | 2–2 (0:3 p.) | Atlético Torcal                   |
| Gran Canaria FSF Teldeportivo      | 0–4          | CD Futsi Atlético Navalcarnero    |
| CDB Almagro FS                     | 0–1          | Rayo Majadahonda FSF/Afar4        |
| UDC Txantrea KKE                   | 2–6          | CD Leganés FS                     |
| Desguaces París La Algaida FS      | 2–2 (3:2 p.) | FSF Móstoles                      |
| Les Corts AE                       | 2–4          | Arriva AD Alcorcón FSF            |

### Partidos

#### Rodiles - Burela
| 8 de diciembre de 2021, 18:30 (UTC+1) | Spring Cider Rodiles FSF | 0:7 (0:3) | Pescados Rubén Burela FS                                                           | Manuel Busto, Villaviciosa |  |
|                                       |                          |           | Dany Domingos 7' 27' 36' · Emilly 14' · Leti M. Cortés 18' 40' · Lara Balseiro 22' |                            |  |

#### Cidade As Burgas - Ourense Envialia
| 8 de diciembre de 2021, 17:00 (UTC+1) | Cidade de As Burgas GLS                 | 3:4 (1:2) (t. s.) | Ourense CF Envialia                             | Os Remedios, Orense |  |
|                                       | Fara 4' · Sol 30' · Clara Fernández 37' |                   | Iria Saeta 2' 41' · Chiky 16' · Jenny Lores 38' |                     |  |

#### Viaxes Amarelle - Marín
| 8 de diciembre de 2021, 12:00 (UTC+1) | Viaxes Amarelle FS                                  | 4:5 (1:2) | Marín Futsal                               | Sagrada Familia, La Coruña |  |
|                                       | María Gómez 7' · Patri Romaní 26' · Candela 39' 40' | Reporte   | Ceci 7' 20' 36' · María León 33' · Kun 38' |                            |  |

#### Valdetires Ferrol - Poio Pescamar
| 8 de diciembre de 2021, 18:00 (UTC+1) | Valdetires Ferrol FSF | 1:4 (0:1) | Poio Pescamar FS                                           | A Malata, Ferrol |  |
|                                       | Eri 28'               | Reporte   | Anna Escribano 16' · Ana Rivera 22' 38' · Luisa Mayara 36' |                  |  |

#### Intersala Promesas - Sala Zaragoza
| 8 de diciembre de 2021, 10:00 (UTC+1) | Intersala Promesas               | 3:4 (3:1) (t. s.) | AD Sala Zaragoza FS                            | La Granja, Zaragoza |  |
|                                       | Ana Sanz 5' 17' · Nerea Luna 13' | Reporte           | Miriam Ruiz 20' · Antía 24' 33' · Ana Sanz 42' |                     |  |

#### Concordia - Esplugues
| 8 de diciembre de 2021, 11:30 (UTC+1) | CD La Concordia                                  | 3:1 (1:0) | AE Penya Esplugues | El Turó, La Llagosta |  |
|                                       | Marina Flor 16' · Kautar 28' · Naiara Moreno 37' | Reporte   | Martita 39'        |                      |  |

#### Feme Castellón - Joventut d'Elx
| 30 de diciembre de 2021, 21:00 (UTC+1) | Feme Sala Castellón CFS | 1:3 (0:2) | Clinica Blasco Joventut d'Elx                    | Chencho, Castellón de la Plana |  |
|                                        | Rocío 33'               | Reporte   | Bet Carrasco 14' · Claudia Terrés 19' · Yana 32' |                                |  |

#### Xaloc Alicante - Universidad de Alicante
| 7 de diciembre de 2021, 21:00 (UTC+1) | Xaloc Alicante FS | 2:6 (0:2) | Universidad de Alicante FSF                                                           | Pitiu Rochel, Alicante |  |
|                                       | Luz 25' 36'       | Reporte   | Aitana 3' 22' · Rocío Gómez 15' · Ana Mari 25' · Anita Pino 27' · Nuria Berenguer 29' |                        |  |

#### Alcantarilla - Roldán
| 8 de diciembre de 2021, 12:00 (UTC+1) | La Boca te Lia Futsal Alcantarilla | 0:5 (0:2) | STV Roldán                                                    | Jara Carrillo, Alcantarilla |  |
|                                       |                                    | Reporte   | Carmen 7' · Alba Gandía 14' 30' · Toñi 37' · Patri Ortega 38' |                             |  |

#### Rivas - Torreblanca Melilla
| 8 de diciembre de 2021, 18:00 (UTC+1) | CD Básico Rivas Futsal | 0:5 (0:2) | Melilla Sport Capital Torreblanca         | José del Hierro, Rivas-Vaciamadrid |  |
|                                       |                        | Reporte   | Juliana 6' 23' 39' · Jheniff 8' · Bia 29' |                                    |  |

#### Córdoba - At. Torcal
| 8 de diciembre de 2021, 18:30 (UTC+1)                                      | Deportivo Córdoba Cajasur FS | 2:2 (0:2) (t. s.)(0:3 p.)  | Atlético Torcal                               | PMD Vista Alegre, Córdoba |  |
|                                                                            | Afri 24' · Neiva 36'         |                            | Carmen Jiménez 7' · Alejandra Rochel 20'      |                           |  |
|                                                                            |                              | Tiros desde el punto penal |                                               |                           |  |
|                                                                            | Lau · Neiva · María Uceda    |                            | Eva González · Alejandra Rochel · Nuría Gómez |                           |  |
| Se clasifica el Atlético Torcal después de disputar una tanda de penaltis. |                              |                            |                                               |                           |  |

#### Teldeportivo - Futsi Atlético Navalcarnero
| 8 de diciembre de 2020, 13:00 (UTC+0) | Gran Canaria FSF Teldeportivo | 0:4 (0:2) | CD Futsi Atlético Navalcarnero                             | Ciudad Deportiva Gran Canaria, Las Palmas de Gran Canaria |  |
|                                       |                               | Reporte   | Ju Delgado 10' · Amelia Romero 14' · Ari 33' · Lorrana 35' |                                                           |  |

#### Almagro - Rayo Majadahonda
| 8 de diciembre de 2020, 18:30 (UTC+1) | CDB Almagro FS | 0:1 (0:1) | Rayo Majadahonda FSF/Afar4 | Gemma Arenas, Almagro |  |
|                                       |                | Reporte   | Gloria Sanjuán 12'         |                       |  |

#### Txantrea - Leganés
| 8 de diciembre de 2020, 11:30 (UTC+1) | UDC Txantrea KKE                   | 2:6 (1:3) | CD Leganés FS                                                              | Arrosadía, Pamplona |  |
|                                       | Yari Miranda 14' · Ana Labayen 27' | Reporte   | María Barcelona 3' · Natalia Orive 7' 14' · Lucía Guti 24' 32' · Puche 25' |                     |  |

#### Algaida - Móstoles
| 8 de diciembre de 2020, 12:00 (UTC+1)                                              | Desguaces París La Algaida FS                      | 2:2 (1:2) (t. s.)(3:2 p.)  | FSF Móstoles                                                   | Joaquín López, La Algaida |  |
|                                                                                    | Nerea Rex 11' 40'                                  | Reporte                    | Patri Chamorro 10' · Celia 15'                                 |                           |  |
|                                                                                    |                                                    | Tiros desde el punto penal |                                                                |                           |  |
|                                                                                    | Pinoso · Paula Alonso · Beltri · Almudena Carcelén |                            | Inma · Celia · Lucía Melcom · Patri Chamorro · Rafinha Nicacio |                           |  |
| Se clasifica el Desguaces París Algaida después de disputar una tanda de penaltis. |                                                    |                            |                                                                |                           |  |

#### Corts - Alcorcón
| 8 de diciembre de 2020, 12:30 (UTC+1) | Les Corts AE                  | 2:4 (2:1) | Arriva AD Alcorcón FSF                                 | Campus Nord UPC, Barcelona |  |
|                                       | Laura Torres 10' · Guerra 14' | Reporte   | Nere Moldes 10' · Clau López 21' 31' · Laura Oliva 24' |                            |  |

## Octavos de final

### Cuadro
| Local                             | Resultado    | Visitante                  |
| --------------------------------- | ------------ | -------------------------- |
| Clinica Blasco Joventut d'Elx     | 0–6          | Arriva AD Alcorcón FSF     |
| Desguaces París La Algaida FS     | 1–2          | STV Roldán                 |
| CD La Concordia                   | 1–2          | Marín Futsal               |
| Ourense CF Envialia               | 4–1          | CD Leganés FS              |
| Universidad de Alicante FSF       | 0–1          | Pescados Rubén Burela FS   |
| AD Sala Zaragoza FS               | 2–2 (3:2 p.) | Poio Pescamar FS           |
| CD Futsi Atlético Navalcarnero    | 7–1          | Rayo Majadahonda FSF/Afar4 |
| Melilla Sport Capital Torreblanca | 5–0          | Atlético Torcal            |

### Partidos

#### Joventut d'Elx - Alcorcón
| 26 de marzo de 2022, 18:00 (UTC+1) | Clinica Blasco Joventut d'Elx | 0:6 (0:3) | Arriva AD Alcorcón FSF                                                          | Esperanza Lag, Elche |  |
|                                    |                               | Reporte   | Marta Nuño 5' 17' · Laura Oliva 18' · Aída de Miguel 28' 36' · Nerea Moldes 31' |                      |  |

#### Algaida - Roldán
| 9 de febrero de 2022, 21:00 (UTC+1) | Desguaces París La Algaida FS | 1:2 (0:0) | STV Roldán           | Joaquín López, La Algaida |  |
|                                     | Cristina Riquelme 40'         | Reporte   | Andrea Marín 23' 27' |                           |  |

#### Concordia - Marín
| 8 de enero de 2022, 12:30 (UTC+1) | CD La Concordia   | 1:2 (0:1) | Marín Futsal        | El Turó, La Llagosta |  |
|                                   | Naiara Moreno 38' | Reporte   | Café 10' · Inés 31' |                      |  |

#### Ourense Envialia - Leganés
| 8 de enero de 2022, 18:00 (UTC+1) | Ourense CF Envialia                        | 4:1 (0:1) | CD Leganés FS | Os Remedios, Orense          |                              |
|                                   | Chiky 27' 39' · Judith 35' · Laura Uña 40' | Reporte   | Puche 11'     | Asistencia: 300 espectadores | Asistencia: 300 espectadores |

#### Universidad de Alicante - Burela
| 2 de febrero de 2022, 19:00 (UTC+1) | Universidad de Alicante FSF | 0:1 (0:1) | Pescados Rubén Burela FS | Univ. Alicante, San Vicente del Raspeig |  |
|                                     |                             | Reporte   | Cami Gadeia 2'           |                                         |  |

#### Sala Zaragoza - Poio Pescamar
| 27 de febrero de 2022, 12:00 (UTC+1)                                     | AD Sala Zaragoza FS                                | 2:2 (1:0) (t. s.)(3:2 p.)  | Poio Pescamar FS                                                           | Siglo XXI, Zaragoza |  |
|                                                                          | Rapha Martins 16' · Laura Boix 39'                 | Reporte                    | Anna Escribano 26' · Dupuy 37'                                             |                     |  |
|                                                                          |                                                    | Tiros desde el punto penal |                                                                            |                     |  |
|                                                                          | Rapha Martins · Miriam Ruiz · Antía · María Moreno |                            | Anna Escribano · Dani Sousa · Angela Guimarães · Ana Rivera · Irene García |                     |  |
| Se clasifica el Sala Zaragoza después de disputar una tanda de penaltis. |                                                    |                            |                                                                            |                     |  |

#### Futsi Atlético Navalcarnero - Rayo Majadahonda
| 8 de febrero de 2022, 21:00 (UTC+1) | CD Futsi Atlético Navalcarnero                                                  | 7:1 (3:0) | Rayo Majadahonda FSF/Afar4 | La Estación, Navalcarnero |  |
|                                     | Becha 4' · María Sanz 9' 37' 38' · Ari 12' · Ju Delgado 29' · Irene Córdoba 39' | Reporte   | Gloria Sanjuán 30'         |                           |  |

#### Torreblanca Melilla - At. Torcal
| 8 de enero de 2022, 12:30 (UTC+1) | Melilla Sport Capital Torreblanca                          | 5:1 (2:0) | Atlético Torcal | Javier Imbroda, Melilla      |                              |
|                                   | Ana Luiza 10' · Amandinha 17' · Shulha 23' · Thais 32' 33' |           | Alejandra 40'   | Asistencia: 700 espectadores | Asistencia: 700 espectadores |

## Cuartos de final

### Cuadro
| Local                             | Resultado | Visitante                      |
| --------------------------------- | --------- | ------------------------------ |
| Marín Futsal                      | 1–3       | STV Roldán                     |
| AD Sala Zaragoza FS               | 1–3       | CD Futsi Atlético Navalcarnero |
| Melilla Sport Capital Torreblanca | 0–3       | Arriva AD Alcorcón FSF         |
| Ourense CF Envialia               | 1–5       | Pescados Rubén Burela FS       |

### Partidos

#### Marín - Roldán
| 6 de mayo de 2022, 13:30 (UTC+2) | Marín Futsal | 1:3 (0:1) | STV Roldán                                | Paco Paz, Orense                         |                                          |
|                                  | Ceci 40'     | Reporte   | Patri Ortega 9' 37' · Consuelo Campoy 21' | Árbitro(s): Sara Gutiérrez Lydia Guillem | Árbitro(s): Sara Gutiérrez Lydia Guillem |

#### Sala Zaragoza - Futsi Atlético Navalcarnero
| 6 de mayo de 2022, 16:00 (UTC+2) | AD Sala Zaragoza FS | 1:3 (0:1) | CD Futsi Atlético Navalcarnero       | Paco Paz, Orense                                |                                                 |
|                                  | Boix 28'            | Reporte   | Becha 12' · Ari 31' · María Sanz 36' | Árbitro(s): José Manuel Carreira Leticia Romero | Árbitro(s): José Manuel Carreira Leticia Romero |

#### Torreblanca Melilla - Alcorcón
| 6 de mayo de 2022, 18:30 (UTC+2) | Melilla Sport Capital Torreblanca | 0:3 (0:0) | Arriva AD Alcorcón FSF                      | Paco Paz, Orense                         |                                          |
|                                  |                                   | Reporte   | Nere Moldes 29' · Clau López 32' · Guti 40' | Árbitro(s): Javier Menéndez Hector Vilas | Árbitro(s): Javier Menéndez Hector Vilas |

#### Ourense Envialia - Burela
| 6 de mayo de 2022, 21:00 (UTC+2) | Ourense CF Envialia | 1:5 (0:2) | Pescados Rubén Burela FS                                             | Paco Paz, Orense                           |                                            |
|                                  | Laura Uña 37'       | Reporte   | Cilene 11' 12' · Ale de Paz 37' · Peque 37' · Emilly Marcondes 38' · | Árbitro(s): Tomás Santander Diego Martínez | Árbitro(s): Tomás Santander Diego Martínez |

## Semifinales

### Cuadro
| Local                  | Resultado    | Visitante                      |
| ---------------------- | ------------ | ------------------------------ |
| STV Roldán             | 2–2 (4:5 p.) | CD Futsi Atlético Navalcarnero |
| Arriva AD Alcorcón FSF | 1–1 (3:4 p.) | Pescados Rubén Burela FS       |

### Partidos

#### Roldán - Futsi Atlético Navalcarnero
| 7 de mayo de 2022, 13:30 (UTC+2)                                                 | STV Roldán | 2:2 (1:1) (t. s.)(4:5 p.)  | CD Futsi Atlético Navalcarnero                                                           | Paco Paz, Orense                         |                                          |
|                                                                                  | Laura Fernández 14' · Patricia Ortega 21'                                                                           | Reporte                    | Noelia Montoro 20' · Lorrana 39'                                                         | Árbitro(s): Javier Menéndez Héctor Vilas | Árbitro(s): Javier Menéndez Héctor Vilas |
|                                                                                  | | Tiros desde el punto penal |                                                                                          |                                          |                                          |
|                                                                                  | Patricia Ortega · Andrea Marín · Laura Fernández · Mariángeles Villa · Noelia Montoro · Ángela Górriz · Mayte Mateo |                            | Ari · Irene Córdoba · Laura Córdoba · Ame Romero · María Sanz · Ju Delgado · Anita Luján |                                          |                                          |
| Se clasifica el Atlético Navalcarnero después de disputar una tanda de penaltis. | |                            |                                                                                          |                                          |                                          |

#### Alcorcón - Burela
| 7 de mayo de 2022, 16:30 (UTC+2)                                                 | Arriva AD Alcorcón FSF                                                        | 1:1 (0:0) (t. s.)(3:4 p.)  | Pescados Rubén Burela FS                                     | Paco Paz, Orense                           |                                            |
|                                                                                  | Tania Benito 31'                                                              | Reporte                    | Peque 32'                                                    | Árbitro(s): Diego Martínez Tomás Santander | Árbitro(s): Diego Martínez Tomás Santander |
|                                                                                  |                                                                               | Tiros desde el punto penal |                                                              |                                            |                                            |
|                                                                                  | Laura Oliva Ripoll · Tania Benito · Nere Moldes · Clau López · Aída de Miguel |                            | Peque · Cami Gadeia · Emilly Marcondes · Ale de Paz · Cilene |                                            |                                            |
| Se clasifica el Pescados Rubén Burela después de disputar una tanda de penaltis. |                                                                               |                            |                                                              |                                            |                                            |

## Final
| 28          | Bandera de España | Marta Balbuena |  |
| 5           | Bandera de Brasil | Ari            |  |
| 7           | Bandera de España | María Sanz     |  |
| 8           | Bandera de España | Irene Córdoba  |  |
| 10          | Bandera de España | Ame Romero     |  |
| Entrenador: | Entrenador:       | Andrés Sanz    |  |

| 1           | Bandera de Brasil | Jozi Oliveira |  |
| 3           | Bandera de Brasil | Dany Domingos |  |
| 6           | Bandera de Brasil | Cilene        |  |
| 7           | Bandera de España | Peque         |  |
| 17          | Bandera de España | Ale de Paz    |  |
| Entrenador: | Entrenador:       | Julio Delgado |  |

| 3  | Bandera de Argentina | Becha         |  |
| 9  | Bandera de Brasil    | Ju Delgado    |  |
| 14 | Bandera de España    | Anita Luján   |  |
| 17 | Bandera de España    | Laura Córdoba |  |
| 20 | Bandera de Brasil    | Lorrana       |  |

| 8  | Bandera de Brasil   | Cami Gadeia      |  |
| 9  | Bandera de Portugal | Jenny Santos     |  |
| 10 | Bandera de España   | Lara Balseiro    |  |
| 14 | Bandera de España   | Bea Mateos       |  |
| 16 | Bandera de España   | Irene Samper     |  |
| 21 | Bandera de España   | Leti M. Cortés   |  |
| 99 | Bandera de Brasil   | Emilly Marcondes |  |

| Anotado | 14' | María Sanz  | 1-1 |
| Anotado | 16' | Anita Luján | 2-1 |
| Anotado | 28' | Becha       | 3-2 |

| Anotado | 14' | Peque            | 0-1 |
| Anotado | 24' | Emilly Marcondes | 2-2 |
| Anotado | 37' | Lara Balseiro    | 3-3 |

| Fallo de penal |  | Ari           | 0-0 |
| Anotado        |  | Irene Córdoba | 1-1 |
| Anotado        |  | Ame Romero    | 2-2 |
| Anotado        |  | Ju Delgado    | 3-3 |
| Anotado        |  | María Sanz    | 4-4 |

| Anotado |  | Peque            | 0-1 |
| Anotado |  | Emilly Marcondes | 1-2 |
| Anotado |  | Ale de Paz       | 2-3 |
| Anotado |  | Jenny Santos     | 3-4 |
| Anotado |  | Cilene           | 4-5 |

| Amonestado |  | Ju Delgado |  |

| Amonestado |  | Julio Delgado    |  |
| Amonestado |  | Emilly Marcondes |  |

| 28          | Bandera de España | Marta Balbuena |  |
| 5           | Bandera de Brasil | Ari            |  |
| 7           | Bandera de España | María Sanz     |  |
| 8           | Bandera de España | Irene Córdoba  |  |
| 10          | Bandera de España | Ame Romero     |  |
| Entrenador: | Entrenador:       | Andrés Sanz    |  |

| 1           | Bandera de Brasil | Jozi Oliveira |  |
| 3           | Bandera de Brasil | Dany Domingos |  |
| 6           | Bandera de Brasil | Cilene        |  |
| 7           | Bandera de España | Peque         |  |
| 17          | Bandera de España | Ale de Paz    |  |
| Entrenador: | Entrenador:       | Julio Delgado |  |

| 3  | Bandera de Argentina | Becha         |  |
| 9  | Bandera de Brasil    | Ju Delgado    |  |
| 14 | Bandera de España    | Anita Luján   |  |
| 17 | Bandera de España    | Laura Córdoba |  |
| 20 | Bandera de Brasil    | Lorrana       |  |

| 8  | Bandera de Brasil   | Cami Gadeia      |  |
| 9  | Bandera de Portugal | Jenny Santos     |  |
| 10 | Bandera de España   | Lara Balseiro    |  |
| 14 | Bandera de España   | Bea Mateos       |  |
| 16 | Bandera de España   | Irene Samper     |  |
| 21 | Bandera de España   | Leti M. Cortés   |  |
| 99 | Bandera de Brasil   | Emilly Marcondes |  |

| Anotado | 14' | María Sanz  | 1-1 |
| Anotado | 16' | Anita Luján | 2-1 |
| Anotado | 28' | Becha       | 3-2 |

| Anotado | 14' | Peque            | 0-1 |
| Anotado | 24' | Emilly Marcondes | 2-2 |
| Anotado | 37' | Lara Balseiro    | 3-3 |

| Fallo de penal |  | Ari           | 0-0 |
| Anotado        |  | Irene Córdoba | 1-1 |
| Anotado        |  | Ame Romero    | 2-2 |
| Anotado        |  | Ju Delgado    | 3-3 |
| Anotado        |  | María Sanz    | 4-4 |

| Anotado |  | Peque            | 0-1 |
| Anotado |  | Emilly Marcondes | 1-2 |
| Anotado |  | Ale de Paz       | 2-3 |
| Anotado |  | Jenny Santos     | 3-4 |
| Anotado |  | Cilene           | 4-5 |

| Amonestado |  | Ju Delgado |  |

| Amonestado |  | Julio Delgado    |  |
| Amonestado |  | Emilly Marcondes |  |